# 王宗铎
王宗铎（?—?），中國五代十国時代人物，前蜀高祖王建的义子。
年轻时事奉王建为义子，王建给他赐姓名王宗铎。官至兴州刺史。王建与岐王李茂贞对峙，永平四年（914年），兼任北路制置指挥使，攻打岐国阶州，连破细砂等十一寨。第二年，王宗铎攻克阶州，迫降刺史李彦安。王建夺得秦州、凤州、阶州，王宗铎立有功劳。